# Mike McKay (canottiere)
Michael Scott McKay, detto Mike (30 settembre 1964), è un ex canottiere australiano.
Ha vinto quattro medaglie olimpiche nel canottaggio: una medaglia d'oro alle Olimpiadi di Barcellona 1992 nella specialità quattro senza, una medaglia d'oro ad Atlanta 1996 anche in questo caso nella categoria quattro senza, una medaglia d'argento a Sydney 2000 nella gara otto con e una medaglia di bronzo ad Atene 2004 nuovamente nell'otto con.
Ha partecipato anche alle Olimpiadi 1988 e ha vinto diverse medaglie mondiali.
È stato insignito della Medaglia Thomas Keller nel 2007.